# دين بالمر
دين بالمر (بالإنجليزية: Dean Palmer)‏ هو لاعب كرة قاعدة أمريكي، ولد في 27 ديسمبر 1968 في تالاهاسي في الولايات المتحدة.

## وصلات خارجية
- دين بالمر على موقعبيزبول رفرنس.كوم (الدوري الرئيسي) (الإنجليزية)
- دين بالمر على موقع مشجعي الرسوم البيانية (الإنجليزية)